# Thirlwall Castle

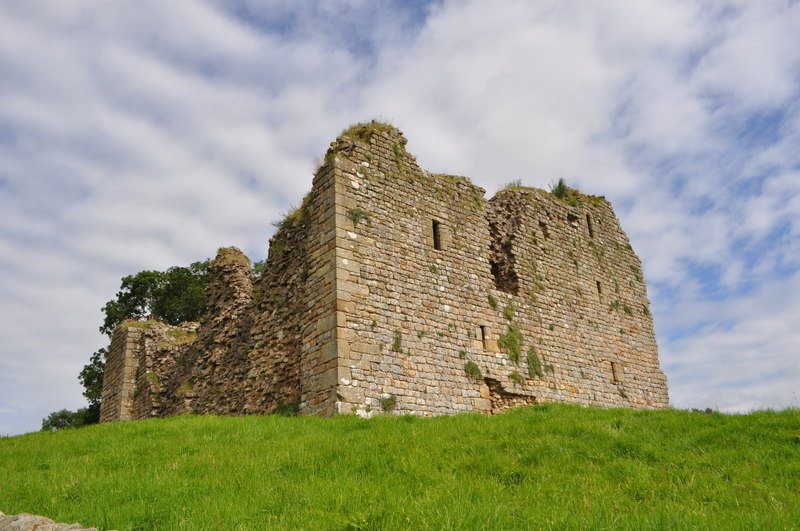
Thirlwall Castle 2011

Thirlwall Castle ist eine Burgruine aus dem 12. Jahrhundert in der Nähe des Dorfes Greenhead, etwa 32 km westlich von Hexham in der englischen Grafschaft Northumberland, an den Ufern des Flusses Tipalt. Die Burg wurde später mit Bausteinen aus dem nahegelegenen Hadrianswall ausgebaut, verfiel aber im 17. Jahrhundert. Die Ruine hat English Heritage als historisches Bauwerk I. Grades gelistet und sie gilt als Scheduled Monument.

## Name und Bedeutung
„Thirlwall“ bedeutet „perforierte Mauer“ oder „durchbohrte Mauer“. Es ist vom altenglischen þyrel oder þyrl abgeleitet, das ein Loch bezeichnet, das durch irgendetwas gemacht wurde, eine Öffnung, eine Mündung und vom altenglischen weall, das Mauer bedeutet.

## Geschichte
Die Burg war das Heim der Familie Thirlwall und wurde um 1330 von John Thirlwall befestigt. In einem Bericht von 1542 wird sie als in Besitz eines Robert Thirlwall und in einem „messbar guten Zustand“ bezeichnet.
Sir Percival Thirlwall aus Thirlwall Castle wurde am 22. August 1485 in der Schlacht von Bosworth getötet, als er für die Sache des Hauses York kämpfte. Er war der Standartenträger König Richards im letzten Angriff von Bosworth. Er hielt nach der Überlieferung die Standarte auch noch, als seine Beine unter ihm abgeschnitten worden waren.
Eleanor Thirlwall, die letzte in der Familienlinie, gab die Burg als Residenz auf und das Anwesen fiel 1738 mit ihrer Heirat mit Matthew Swinburne aus Capheaton Hall an die Familie Swinburne. 1748 verkauften die Swinburnes das Anwesen für £ 4000 an den Earl of Carlisle.
Danach verfiel die Burg. 1832 und nochmals 1982 brachen wesentliche Teile des Mauerwerks zusammen.
1999 übernahm die Verwaltung des Northumberland-Nationalparks die Verwaltung der Burgruine und schützte sie vor weiterem Verfall.